# Zadorra
El riu Zadorra, és un riu del nord de la península Ibèrica, un afluent de l'Ebre que recorre gairebé tot per Àlaba, desembocant entre les localitats de Miranda de Ebro (els seus 200 metres de marge fan de frontera entre el País Basc i Castella i Lleó), i el municipi alabès de Zanbrana.
Neix al port d'Opakua en la deu de Los Corrales, al terme municipal de Donemiliaga, a l'est d'Agurain, i es dirigeix al nord-oest per ser estancat a l'embassament d'Uribarri-Ganboa després de recollir les aigües de la vall de Barrundia.
El conjunt dels embassaments d'Uribarri-Gamboa i Urrunaga suposa una capacitat d'emmagatzematge de 220 hm³ d'aigua, utilitzats fonamentalment per al subministrament d'aigua a Vitòria i la major part dels municipis del Gran Bilbao
Els seus principals afluents són els rius Urkiola, Albina, Alegria/Dulantzi, Zaias i Ihuda/Ayuda.
Al segle xviii, durant la Il·lustració, es va projectar la realització d'un conjunt de canals navegables l'objectiu final dels quals era comunicar el Mediterrani per l'Ebre (pel Canal d'Amposta), pel Canal Imperial d'Aragó, amb l'Atlàntic pels rius Zadorra i Deba (Guipúscoa) (desembocant a Deba) o bé per Laredo (Cantàbria), i amb el Duero pel Canal de Castella. Aquest projecte no es va arribar a acabar suposadament a causa de les elevades despeses derivats de la complexa orografia, encara que es van fer alguns trams a les zones més planes Canal de Castella i part del Canal Imperial d'Aragó entre 1776 i 1790 per ordre del comte de Floridablanca.

## Llocs d'interès
Deixant la seva zona d'embassament, i malgrat suportar els abocaments de diferents indústries, el riu té un estat de conservació acceptable, actuant com a part de racó verd de la ciutat de Vitòria, travessant la ciutat per Gamarra Nagusia i Abetxuku. A la sortida d'aquesta ciutat és depurat i afronta zones més planes, però d'especial interès, com són la ferradura que realitza entorn de les restes romanes d'Iruña-Veleia en el municipi d'Iruña Oka.
Després de travessar el congost de La Puebla de Arganzón i aquesta vila travessa Manzanos i Armiñon, població que hi té un antiquíssim pont d'origen romà i en el que el riu té una de les seves zones de llera més amples, entorn de la qual es troba una petita zona de navegació menor d'oci (piragües, etc.). Aquest pont va ser durant segles la via principal de comunicació cap a Castella.